# Sphaerodactylus copei
Sphaerodactylus copei är en ödleart som beskrevs av  Franz Steindachner 1867. Sphaerodactylus copei ingår i släktet Sphaerodactylus och familjen geckoödlor.

## Underarter
Arten delas in i följande underarter:
- S. c. astreptus
- S. c. cataplexis
- S. c. copei
- S. c. deuterus
- S. c. enochrus
- S. c. pelates
- S. c. picturatus
- S. c. polyommatus
- S. c. websteri